# Cohicaleyrodes blanzyi
Cohicaleyrodes blanzyi là một loài côn trùng cánh nửa trong họ Aleyrodidae, phân họ Aleyrodinae.
Cohicaleyrodes blanzyi được Cohic miêu tả khoa học đầu tiên năm 1968.